# Nothing and Nowhere
Nothing and Nowhere è un album del gruppo musicale  canadese The Birthday Massacre, pubblicato nel 2002.

## Tracce
1. Happy Birthday – 3:37
2. Horror Show – 4:10
3. Promise Me – 4:16
4. Under the Stairs – 4:30
5. To Die For – 5:46
6. Video Kid – 4:34
7. Over – 4:02
8. Broken – 3:56
9. The Dream – 3:54